# Дембіна (гміна Біла)
Дембіна (пол. Dębina) — село в Польщі, у гміні Біла Велюнського повіту Лодзинського воєводства.